# Lista odcinków serialu Scream
Poniżej znajduje się lista odcinków serialu telewizyjnego Scream – emitowanego przez amerykańską stację telewizyjną  MTV od 30 czerwca 2015  roku. W Polsce serial nie jest emitowany.
| Sezon | Sezon | Odcinki | Oryginalna emisja MTV | Oryginalna emisja MTV |
| Sezon | Sezon | Odcinki | Premiera sezonu       | Finał sezonu          |
| ----- | ----- | ------- | --------------------- | --------------------- |
|       | 1     | 10      | 30 czerwca 2015       | 1 września 2015       |
|       | 2     | 14      | 30 maja 2016          | 18 października 2016  |

## Sezon 1 (2015)
| Nr | #  | Tytuł              | Reżyseria      | Scenariusz                                                 | Premiera MTV     | Premiera |
| -- | -- | ------------------ | -------------- | ---------------------------------------------------------- | ---------------- | -------- |
| 1  | 1  | Red Roses          | Jamie Travis   | Jay Beattie, Jill E. Blotevogel, Dan Dworkin, Jaime Paglia | 30 czerwca 2015  |          |
| 2  | 2  | Hello, Emma        | Tim Hunter     | Jill Blotevogel                                            | 7 lipca 2015     |          |
| 3  | 3  | Wanna Play a Game? | Tim Hunter     | Jordan Rosenberg, Meredith Glynn                           | 14 lipca 2015    |          |
| 4  | 4  | Aftermath          | Brian Dannelly | Erin Maher, Kay Reindl                                     | 21 lipca 2015    |          |
| 5  | 5  | Exposed            | Brian Dannelly | David Coggeshall                                           | 28 lipca 2015    |          |
| 6  | 6  | Betrayed           | Julius Ramsay  | Jaime Paglia                                               | 4 sierpnia 2015  |          |
| 7  | 7  | In the Trenches    | Leigh Janiak   | Jordan Rosenberg, Meredith Glynn                           | 11 sierpnia 2015 |          |
| 8  | 8  | Ghosts             | Rodman Flender | Erin Maher & Kay Reindl                                    | 18 sierpnia 2015 |          |
| 9  | 9  | The Dance          | Ti West        | Jill Blotevogel                                            | 25 sierpnia 2015 |          |
| 10 | 10 | Revelations        | Jamie Travis   | Jaime Paglia                                               | 1 września 2015  |          |

## Sezon 2 (2016)
| Nr | #  | Tytuł                           | Reżyseria                    | Scenariusz                         | Premiera MTV         | Premiera |
| -- | -- | ------------------------------- | ---------------------------- | ---------------------------------- | -------------------- | -------- |
| 11 | 1  | I Know What You Did Last Summer | Brian Dannelly               | Michael Gans, Richard Register     | 30 maja 2016         |          |
| 12 | 2  | Psycho                          | Scott Speer                  | Meredith Glynn                     | 6 czerwca 2016       |          |
| 13 | 3  | Vacancy                         | Jamie Travis                 | Steve Yockey                       | 13 czerwca 2016      |          |
| 14 | 4  | Happy Birthday to Me            | Daniel Stamm                 | Brian Sieve                        | 20 czerwca 2016      |          |
| 15 | 5  | Dawn of the Dead                | Oz Scott                     | Heath Corson                       | 28 czerwca 2016      |          |
| 16 | 6  | Jeepers Creepers                | Evan Katz                    | Anna Christopher                   | 5 lipca 2016         |          |
| 17 | 7  | Let The Right One In            | Rodman Flender               | Steve Yockey                       | 12 lipca 2016        |          |
| 18 | 8  | Village of the Damned           | Gil Kenan                    | Meredith Glynn                     | 19 lipca 2016        |          |
| 19 | 9  | The Orphanage                   | Leigh Janiak                 | Brian Sieve                        | 26 lipca 2016        |          |
| 20 | 10 | The Vanishing                   | Kevin Kolsch, Dennis Widmyer | Eoghan O'Donnell                   | 2 sierpnia 2016      |          |
| 21 | 11 | Heavenly Creatures              | Jamie Travis                 | Anna Christopher                   | 9 sierpnia 2016      |          |
| 22 | 12 | When a Stranger Calls           | Patrick Lussier              | Eoghan O'Donnell                   | 16 sierpnia 2016     |          |
| 23 | 13 | Halloween                       | Oz Scott                     | Eoghan O'Donnell, Richard Register | 18 października 2016 |          |
| 24 | 14 | Halloween II                    | Oz Scott                     | Eoghan O'Donnell, Richard Register | 18 października 2016 |          |